# مودرسهاوزن
مودرسهاوزن (به آلمانی: Mudershausen) یک شهر در آلمان است که در Verbandsgemeinde Hahnstätten واقع شده‌است. مودرسهاوزن ۴۷۶ نفر جمعیت دارد.